# Iwonicz-Zdrój (gmina)
Iwonicz-Zdrój est une gmina mixte du powiat de Krosno, Basses-Carpates, in south-eastern Pologne. Son siège est la ville d'Iwonicz-Zdrój, qui se situe environ 13 km au sud de Krosno et 54 km au sud de la capitale régionale Rzeszów.
La gmina couvre une superficie de 45,5 km2 pour une population de 10 945 habitants.

## Géographie
Outre la ville de Iwonicz-Zdrój, la gmina inclut les villages d'Iwonicz, Lubatowa et Lubatówka.
La gmina borde les gminy de Dukla, Miejsce Piastowe et Rymanów.